# Oncidium polycladium
Oncidium polycladium är en orkidéart som beskrevs av Heinrich Gustav Reichenbach och John Lindley. Oncidium polycladium ingår i släktet Oncidium och familjen orkidéer. Inga underarter finns listade i Catalogue of Life.

## Bildgalleri

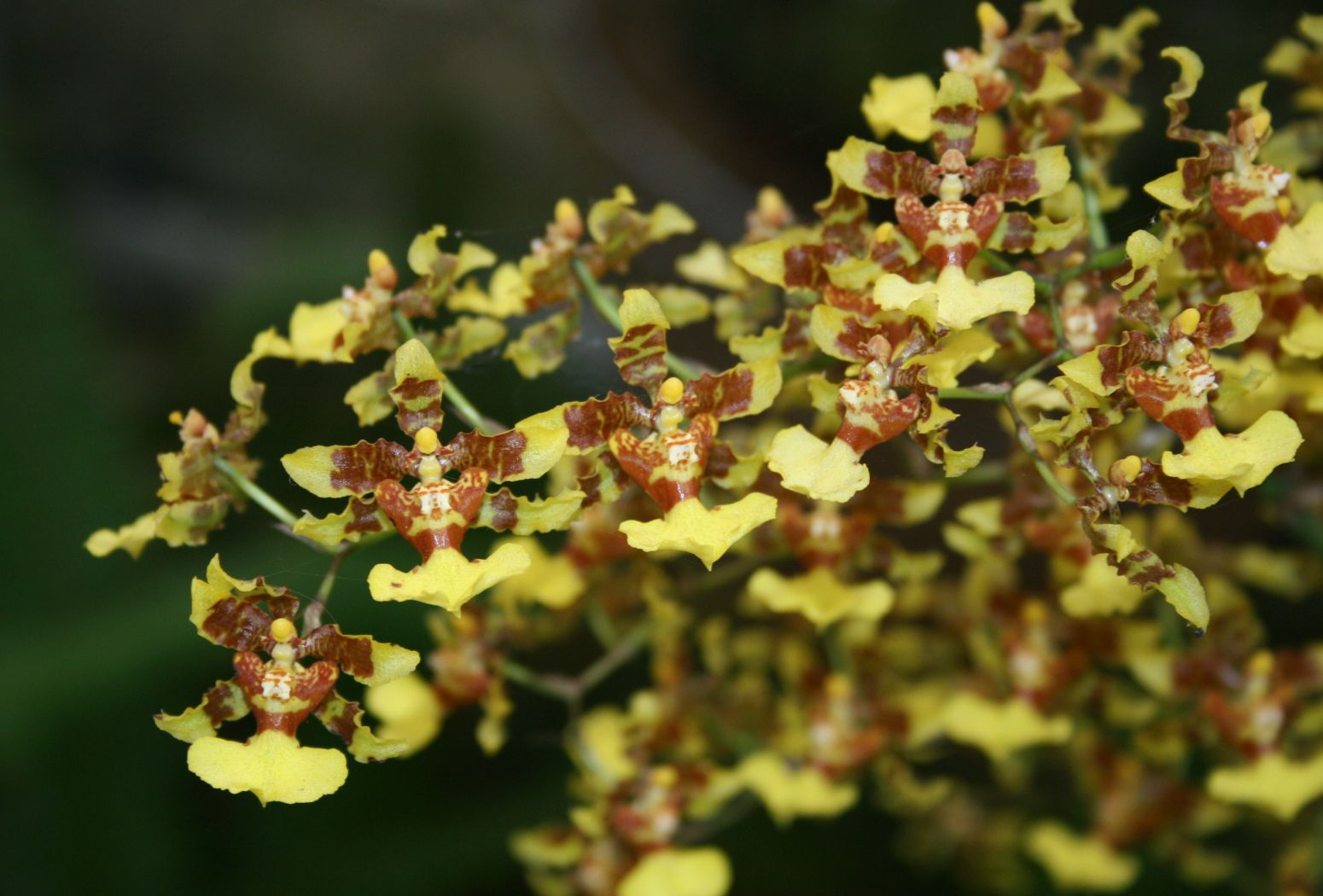